# 小諸車站

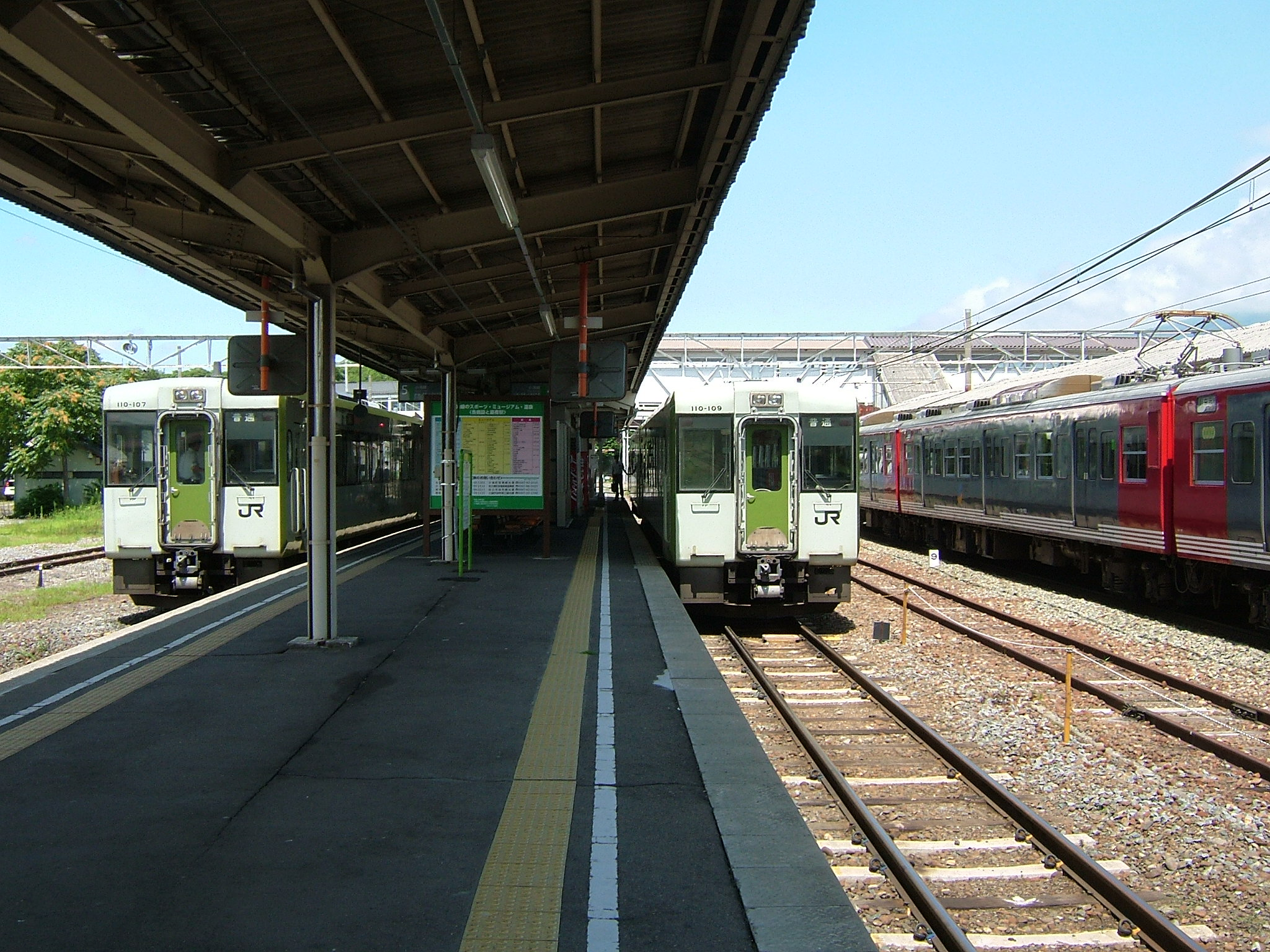
小海線的月台

小諸車站（日语：／ Komoro eki */?）是位於日本長野縣小諸市的鐵路車站，由第三部門鐵道信濃鐵道管理。信濃鐵道的信濃鐵道線與東日本旅客鐵道的小海線列車皆會在本站停靠。

## 月台配置
此站為平面車站，包括侧式月台和两个岛式月台，共有五條股線，並透過行人天桥與站房連接。此站在2018年5月安装三部电梯并完成无障碍改造。 站內设有綠色窗口售票服務  。
| 月台 | 路線        | 方向 | 目的地                 |
| ---- | ----------- | ---- | ---------------------- |
| 1    | ■信濃鐵道線 | 上行 | 輕井澤方向             |
| 2    | ■信濃鐵道線 | 下行 | 長野方向               |
| 3    | ■信濃鐵道線 | 上行 | 輕井澤方向             |
| 4、5 | ■小海線     | 下行 | 小海・清里・小淵澤方向 |

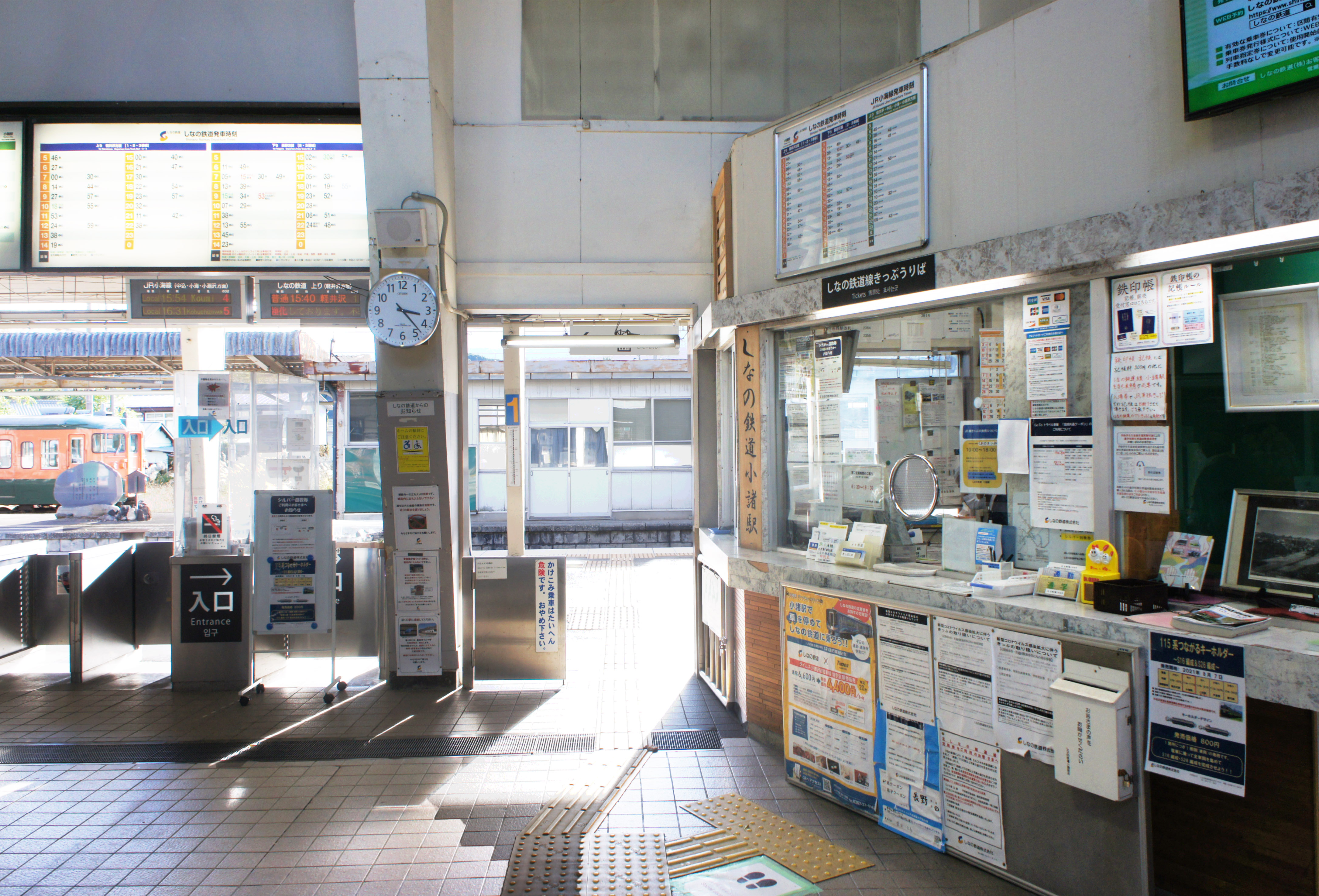
驗票口（2021年10月）
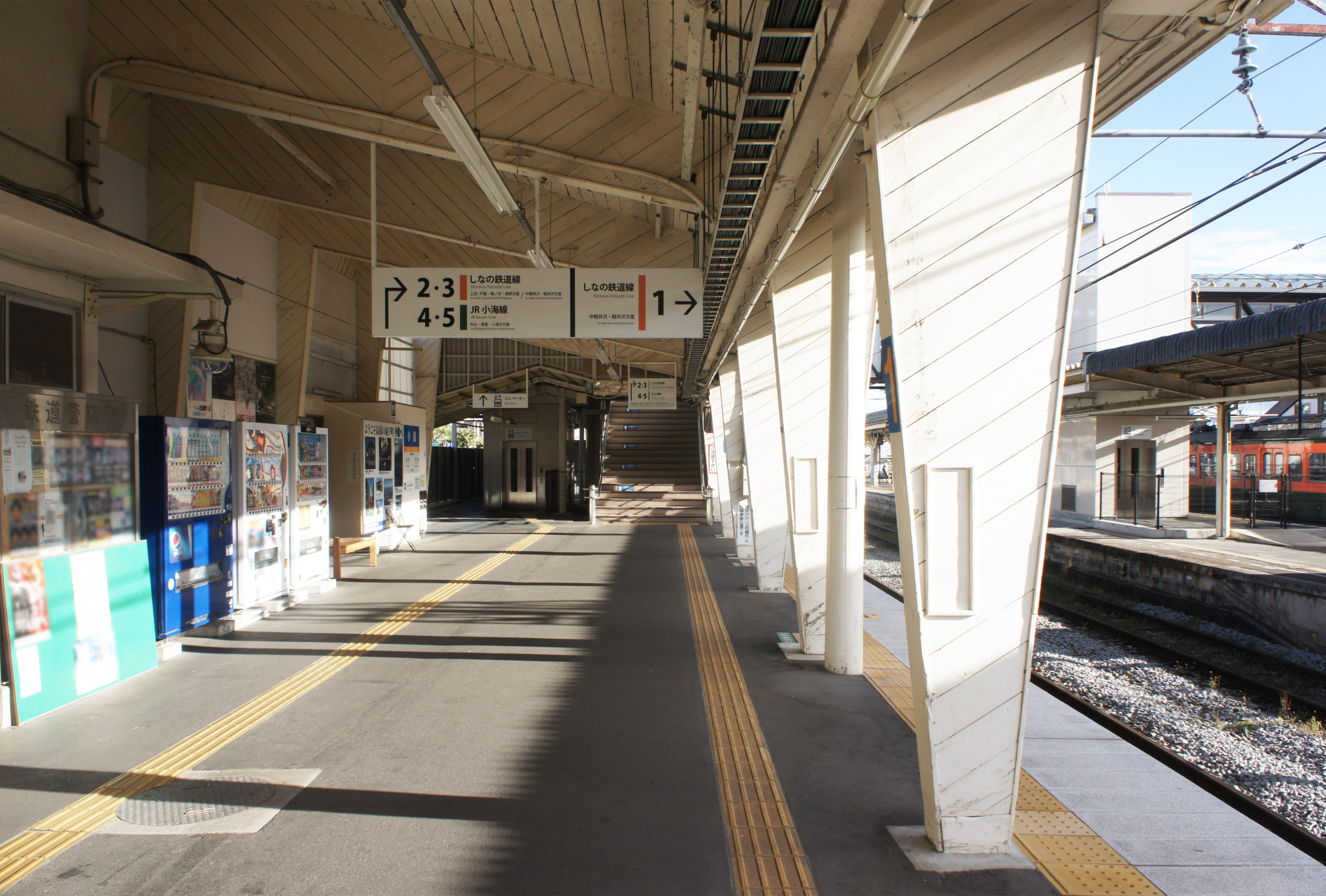
1號月台（2021年10月）
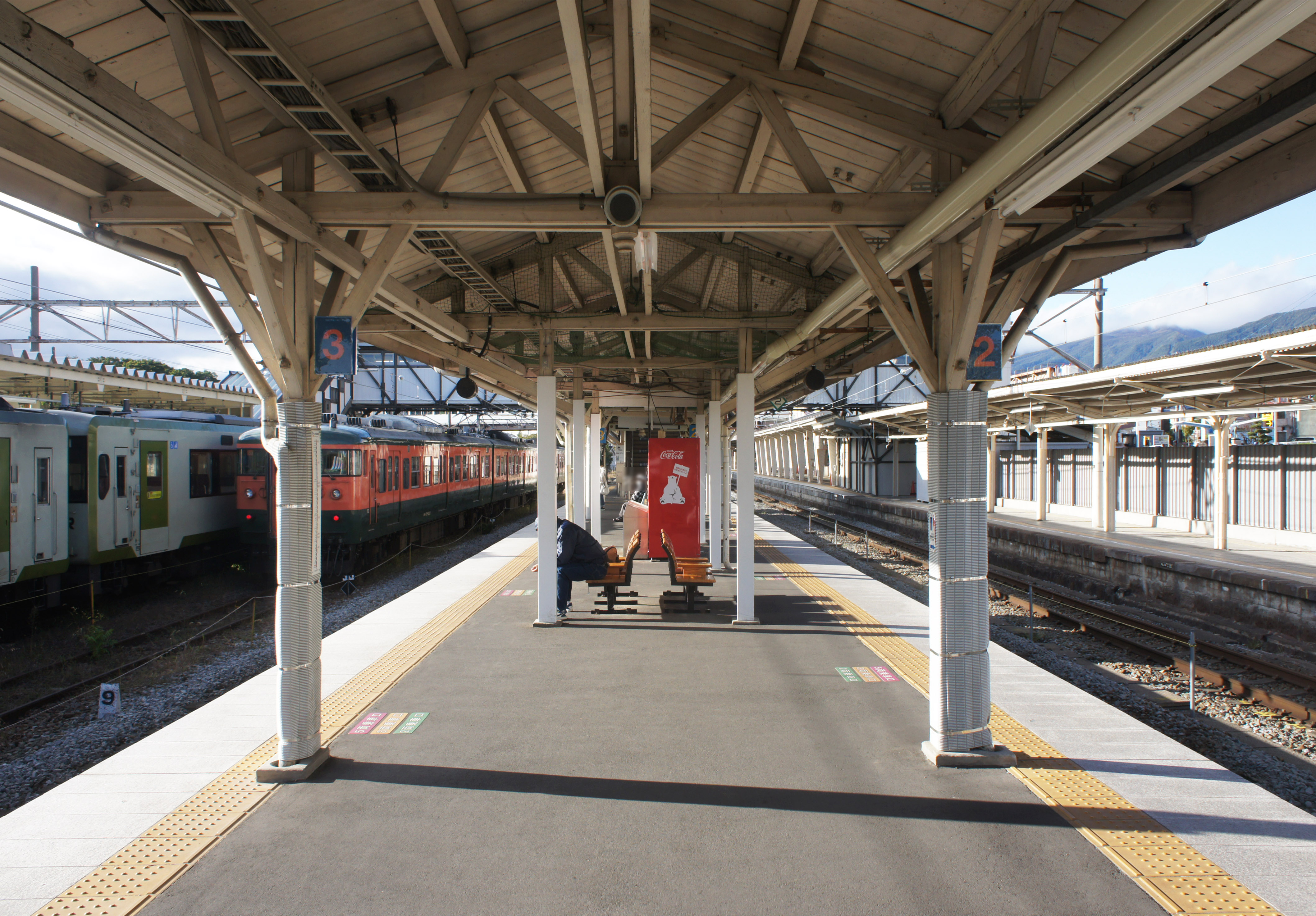
2號與3號月台（2021年10月）
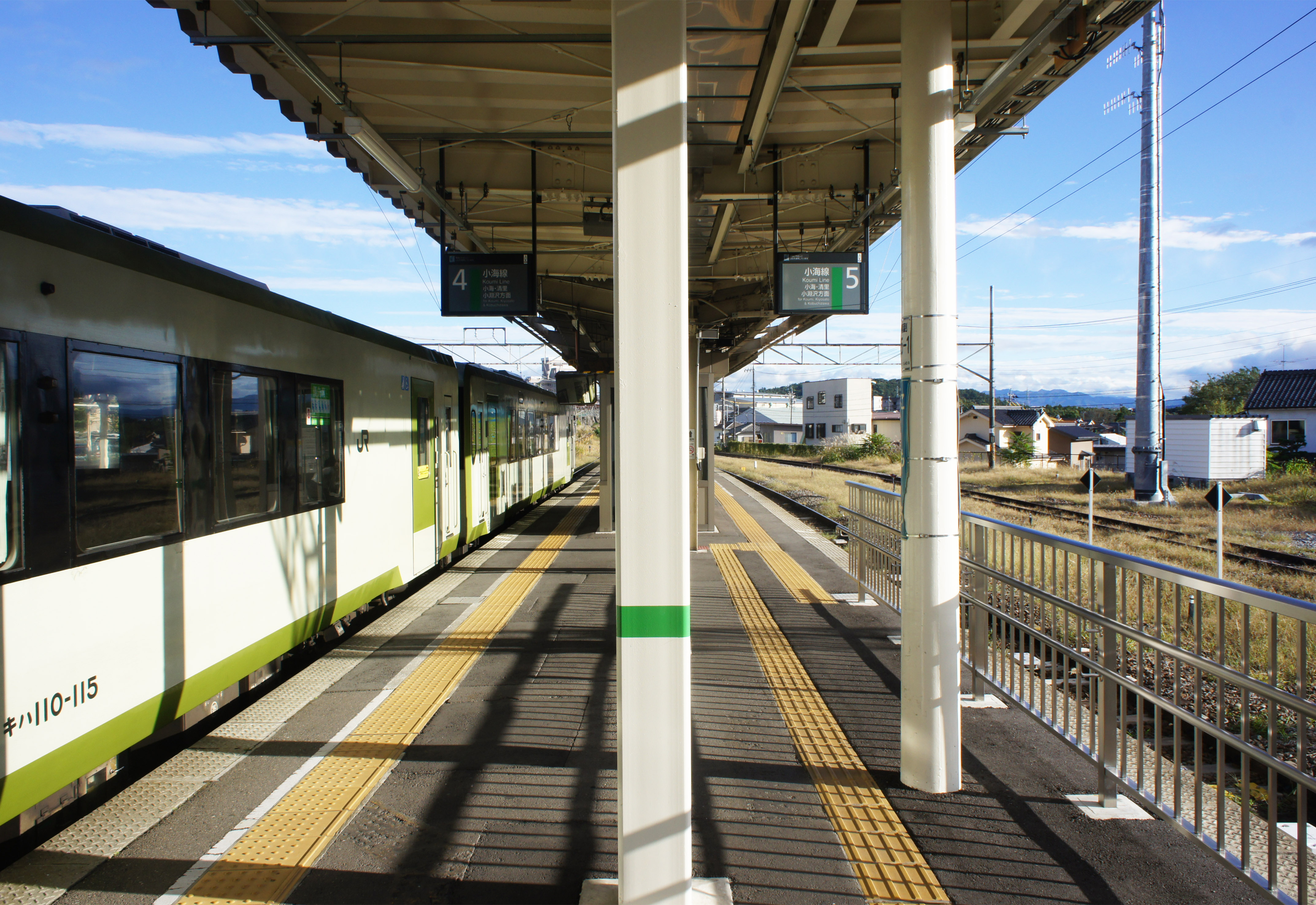
4號與5號月台（2021年10月）

## 历史
本站于1888年12月1日開始營業。 

## 旅客统计
在2015财政年度，该站的JR东日本路線平均每天有1,650名乘客（僅計算登車乘客），  信浓铁道路線有3,167名乘客。 

## 相鄰車站
信濃鐵道
■信濃鐵道線
□快速「信濃Sunrise」
小諸 → 上田
快速「輕井澤Resort」
御代田 → 小諸 → 田中
快速「Rokumon」、□快速
御代田－小諸－田中
■普通
平原－小諸－滋野
東日本旅客鐵道（JR東日本）
■小海線
東小諸－小諸